# Underwater Love
Underwater Love è un singolo del gruppo musicale trip hop britannico Smoke City, pubblicato il 17 marzo 1997 dall'etichetta discografica Jive Records.
Scritta nel 1994 da Marc Brown e da Nina Miranda che ne hanno anche curato la produzione insieme a Mike Peden e Chris Franck, e pubblicata una prima volta nel 1996 nella compilation downtempo/acid jazz/trip hop The Rebirth Of Cool Six, la canzone passò praticamente inosservata fino a quando fu inserita come musica dello spot dei jeans Levi's. Il singolo ha ottenuto un buon successo in tutta Europa ed è stato inserito, in Italia, nella compilation della manifestazione musicale di quell'anno del Festivalbar. Il brano è stato poi incluso nell'album di debutto del gruppo, Flying Away, pubblicato il 23 giugno 1997.

## Tracce
CD-Maxi (Jive 705.1635.2 (Zomba)
1. Underwater Love (Radio Edit) - 4:00
2. Underwater Love (Morales Underwater Club Mix) - 9:30
3. Underwater Love (Voyager Remix) - 5:58

## Classifiche
| Classifica (1997) | Posizione raggiunta |
| ----------------- | ------------------- |
| Regno Unito       | 4                   |
| Norvegia          | 18                  |
| Austria           | 23                  |
| Svizzera          | 32                  |
| Belgio (Vallonia) | 33                  |
| Australia         | 41                  |
| Belgio (Fiandre)  | 42                  |
| Svezia            | 58                  |
| Paesi Bassi       | 97                  |